# Gonodes cuneata
Gonodes cuneata là một loài bướm đêm trong họ Noctuidae.